# Erica regerminans
Erica regerminans är en ljungväxtart som beskrevs av Carl von Linné. Erica regerminans ingår i släktet klockljungssläktet, och familjen ljungväxter. Inga underarter finns listade i Catalogue of Life.